# Andes aeneus
Andes aeneus är en insektsart som beskrevs av Van Stalle 1984. Andes aeneus ingår i släktet Andes och familjen kilstritar. Inga underarter finns listade i Catalogue of Life.